# D.Hosahalli, Maddur
D.Hosahalli là một làng thuộc tehsil Maddur, huyện Mandya, bang Karnataka, Ấn Độ.